# Weinbau in Minnesota
Weinbau in Minnesota  bezeichnet den Weinbau im amerikanischen Bundesstaat Minnesota. Gemäß US-amerikanischem Gesetz ist jeder Bundesstaat und jedes County eine geschützte Herkunftsbezeichnung und braucht nicht durch das Bureau of Alcohol, Tobacco, Firearms and Explosives als solche anerkannt zu werden.
Minnesota hat ein kontinentales Klima. So sind die Winter mit Temperaturen weit unter null Grad Celsius eher polar geprägt, Minnesota gilt als kältester Bundesstaat nach Alaska. Die Sommer sind dagegen – vor allem im Süden des Staates – heiß und feucht. Den gesamten Winter über kann es zu Kaltlufteinbrüchen und Blizzards kommen. Die Jahresmitteltemperatur beträgt zwei bis acht Grad Celsius.
Aufgrund der widrigen Umstände sowie der kurzen Vegetationszeit gibt es einen bedeutenden Anteil von französischen Hybridreben sowie autochthonen Abkömmlingen amerikanischer Wildreben. Nach der Ernte wird manchmal zum Schutz der Reben während des Monats November die Erde zwischen den Rebzeilen gegen die Rebstöcke gedrückt. So formt man etwa 40 Zentimeter hohe und 50 Zentimeter breite Hügel, die den Rebstock vor zu starkem Frost schützen.
Der Rebzüchter Elmer Swenson arbeitete lange an der Zucht neuer, winterharter Reben unter anderem Edelweiss und St. Croix. An der University of Minnesota, dem Rebenzüchtungs-Institut im Bundesstaat, wo bereits Bluebell und später ein Teil von Swensons Rebsorten entstand, werden seit den 1980er Jahren verstärkte Anstrengung zur Züchtung extrem winterharter Rebsorten unternommen. In letzter Zeit wurden die Sorten Frontenac, Frontenac Gris, La Crescent und Marquette auf den Markt gebracht.